# Vaso Borghese
El Vaso Borghese es una crátera monumental en forma de campana esculpida en Atenas a partir de mármol pentélico en la segunda mitad del siglo I a. C., como un adorno de jardín para el mercado comercial de Roma; se encontraron dos versiones adicionales de la vasija, entre otras obras, en el naufragio de Mahdía de un barco de la época de Sila. Ahora se encuentra en el Museo del Louvre de París.

## Vaso original

### Iconografía
Con una altura de 1,72 metros y un diámetro de 1,35 m, el jarrón tiene un friso profundo con bajorrelieves y un labio superior decorado con curvas convexas sobre una sección inferior achatada, donde las cabezas de los sátiros emparejados marcan la colocación anterior de asas de bucle; se encuentra sobre un tallo estriado que se extiende con un motivo cableado alrededor de su base, en un pedestal bajo octagonal.
El friso representa el tíaso, una comitiva de bacanal extática acompañando a Dioniso, cubierto con la piel de pantera y tocando el aulós, y Ariadna. Sin embargo, las figuras que lo acompañan a menudo se dice que son sátiros que no tienen ni las características comunes de los pies hendidos ni las colas equinas que fluyen al suelo, como se muestra típicamente en la cerámica griega; algunas referencias identifican a las figuras como silenos. Las figuras drapeadas a menudo se dicen que son ménades pero claramente no lo son: las ménades son hembras que acompañan a Dioniso, pero en el jarrón se representa una figura masculina drapeada. Una de las figuras se muestra ungida, típicamente un acto simbólico de divinidad, lo que lleva a la interpretación de que algunas de las figuras son Apolo y Dioniso rescatando a Sileno, que se muestra cayendo y buscando una jarra de vino derramada.

### Redescubrimiento

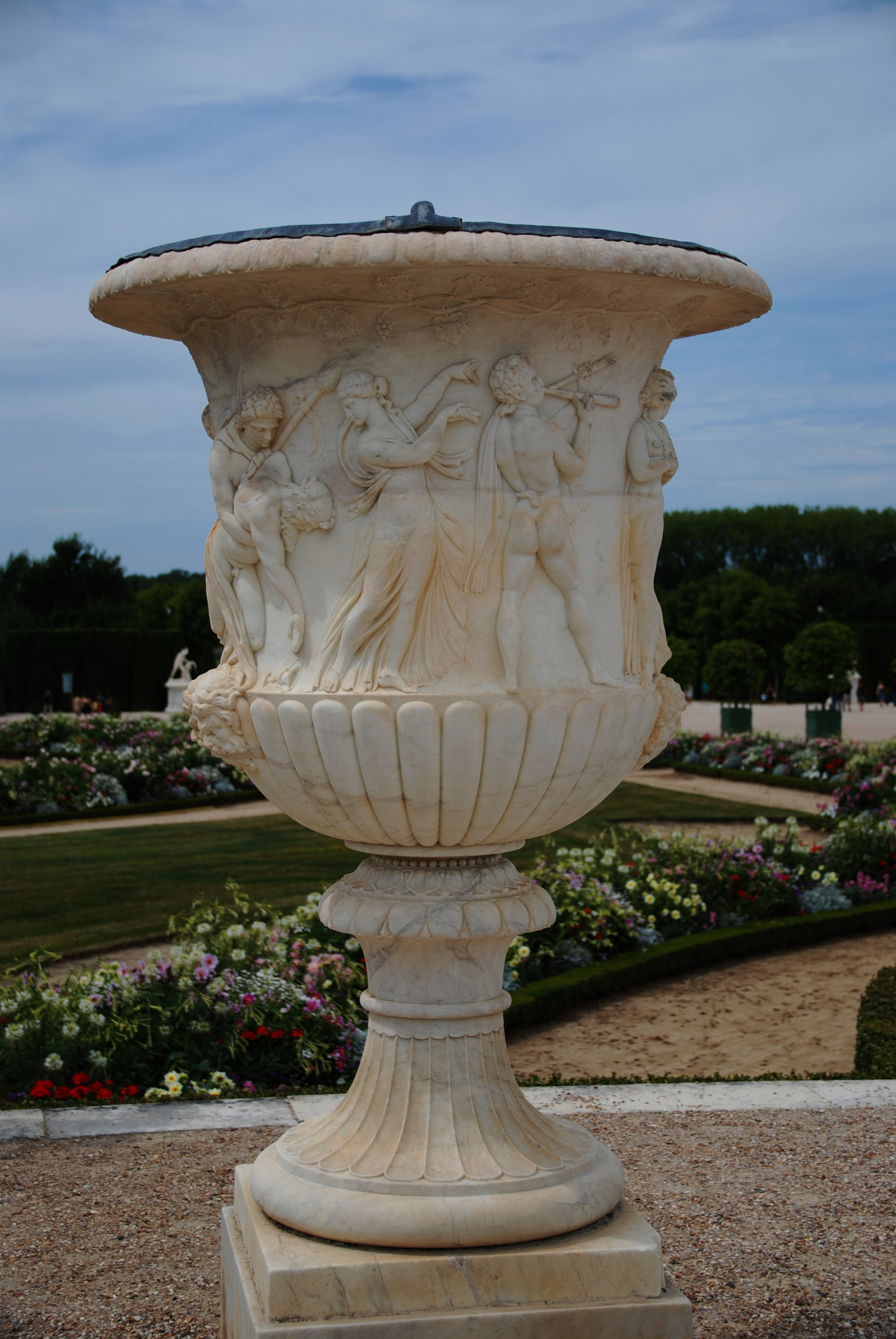
Vaso de los Jardines de Versalles.

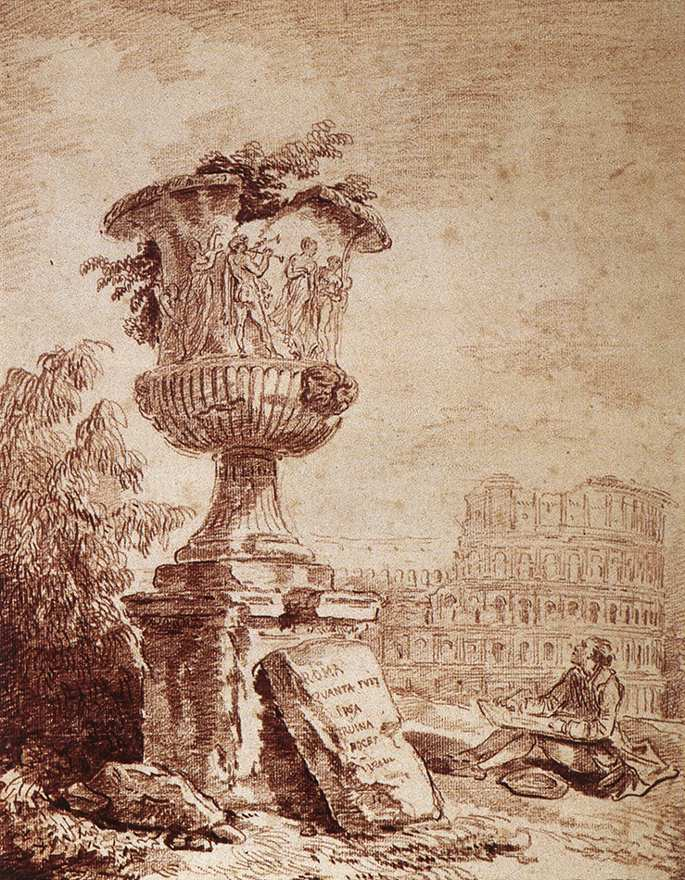
Capriccio: ilustración del Vaso Borghese por Hubert Robert, c.1775

El vaso fue redescubierto en un jardín romano que ocupó parte del sitio de los jardines de Salustio en 1566, y fue adquirido por la familia Borghese. Napoleón lo compró a su cuñado Camillo Borghese, Príncipe de Sulmona en 1808, y se ha exhibido en el Museo del Louvre desde 1811.
En su ilustración de un Capriccio, Hubert Robert embelleció y amplió el Vaso Borghese hasta conseguir un efecto dramático y lo colocó, en condiciones atmosféricamente ruinosas, en el monte Aventino que domina el Coliseo, una posición que nunca ocupó. Robert también lo pintó en muchos otros escenarios, incluidos los jardines de Versalles (L'entrée du Tapis Vert) con María Antonieta y Luis XVI.

## Copias
A menudo emparejado y reescalado para equilibrar el Vaso Médici ligeramente más pequeño, es uno de los jarrones de mármol más admirados e influyentes de la antigüedad, cuyas formas satisfacían el enfoque barroco y neoclásico del arte clásico por igual. Tres pares fueron copiados para el Bassin de Latone en los jardines de Versalles; los pares de alabastro están en el Gran salón en Houghton Hall, Norfolk; y los de bronce en Osterley Park, Middlesex (Londres). En una escala reducida, los vasos se convirtieron en unos admirables enfriadores de vino en plata, o en plata dorada, como el orfebre Paul Storr los entregó al Príncipe Regente en 1808. John Flaxman basó un bajorrelieve en el friso del Vaso Borghese, Museo de Sir John Soane , Londres. Como objetos decorativos han sido reproducidos durante el siglo XIX, y siguen siendo temas populares para la imitación en bronce o porcelana, por ejemplo los tipos cerámica de piedra de Coade, y jasperware de Josiah Wedgwood (c. 1790), que además adaptó la forma del Vaso Médici para los bajorrelieves y añadió una tapa y un pedestal de tambor neoclásico.